# Paul-Gerhardt-Haus (Regensburg)
Das Paul-Gerhardt-Haus (Eigenschreibweise Paul Gerhardt Haus) in Regensburg ist ein von der Barmherzige Brüder gemeinnützige Krankenhaus GmbH und der Evangelischen Wohltätigkeitsstiftung (EWR) geführtes Krankenhaus.

## Geschichte
Das Haus steht in der Nachfolge des ehemaligen Evangelischen Krankenhauses in Regensburg. Das in der Altstadt gelegene Krankenhaus schloss nach 210 Jahren im Dezember 2016. Im Januar 2017 nahm das Paul-Gerhardt-Haus seinen Betrieb auf. Die Klinik wurde in einem Neubau auf dem Gelände des Regensburger Krankenhauses der Barmherzigen Brüder neu eröffnet. Der Neubau kostete nach eigenen Angaben ca. 30 Millionen Euro und wurde vom Freistaat Bayern mit rund 12 Millionen Euro gefördert.

## Zahlen, Daten, Fakten
- 80 Betten, 20 Plätze in der Tagesklinik
- circa 70 Ärzte und Pflegekräfte
- circa 2.900 stationäre Patienten pro Jahr
- Leiter: Cornel Sieber (Chefarzt), Leiter der Klinik für Allgemeine Innere Medizin und Geriatrie am Krankenhaus Barmherzige Brüder Regensburg, Lehrstuhlinhaber für Innere Medizin/Geriatrie an der FAU Erlangen-Nürnberg

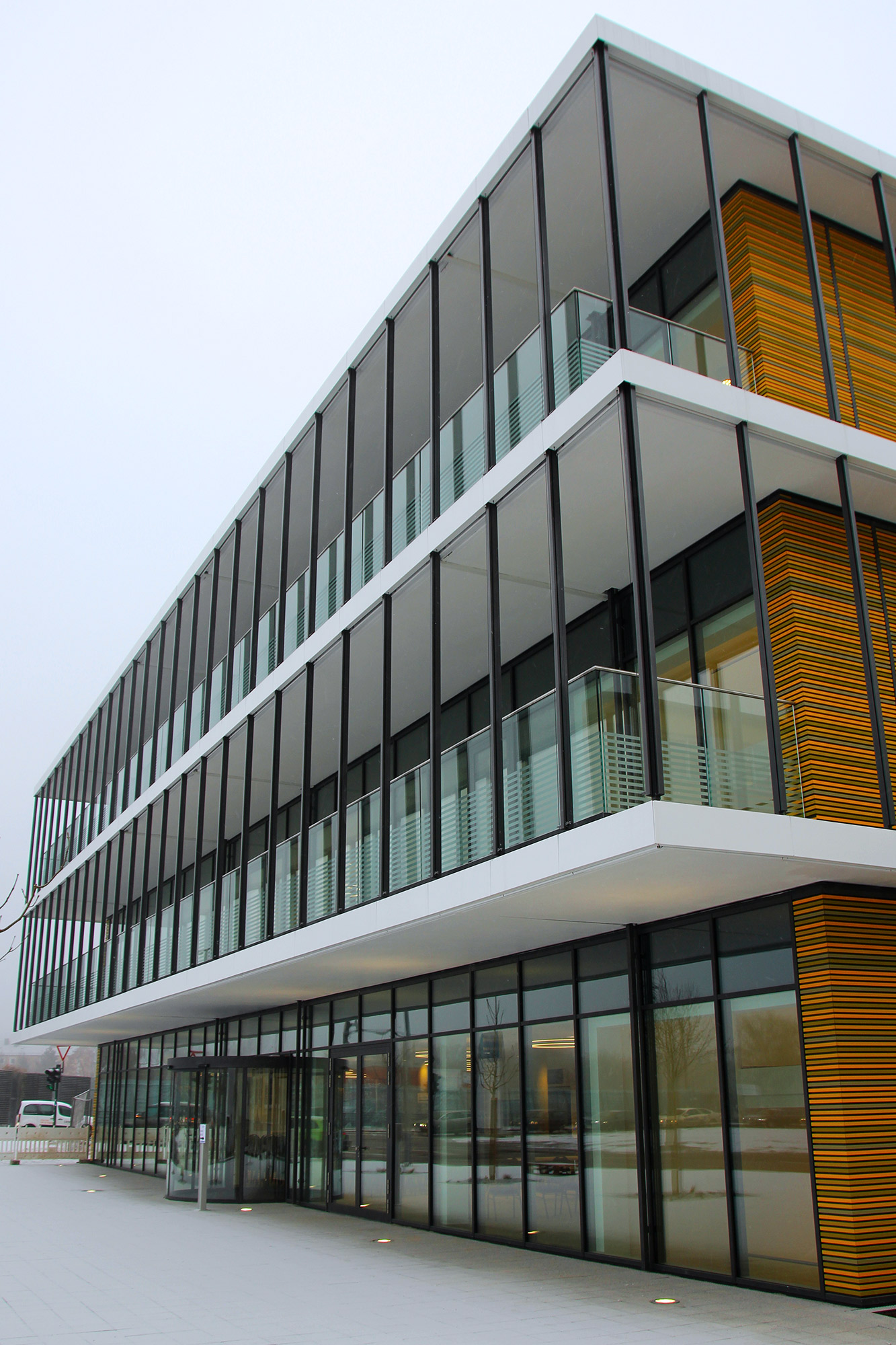
Paul-Gerhardt-Haus Regensburg – Seitliche Front

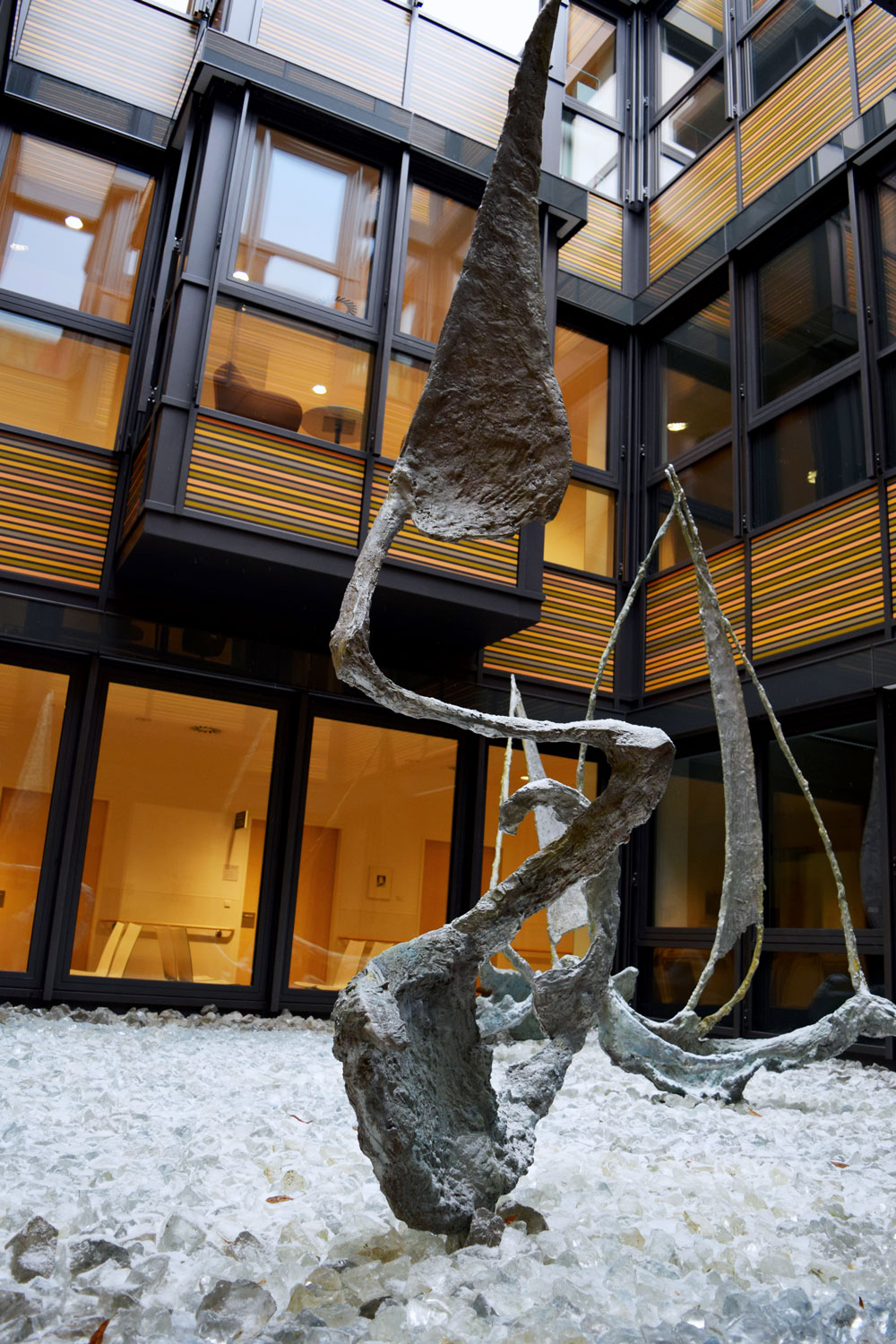
Paul-Gerhardt-Haus Regensburg – Kunst im Innenhof

## Abteilungen
Das Paul-Gerhardt-Haus beherbergt verschiedene internistische Disziplinen und mehrere Bereiche des Zentrums für Altersmedizin der Barmherzigen Brüder, in dem bis zu 100 betagte, vorwiegend multimorbide Patienten versorgt werden können.
Das Zentrum für Altersmedizin im Paul-Gerhard-Haus verfügt über eine Akutgeriatrie, einen beschützten Bereich für an Demenz erkrankte Patienten, eine Geriatrische Frührehabilitation sowie eine Geriatrische Tagesklinik. Ebenfalls zum Zentrum für Altersmedizin gehört die Klinik für Geriatrische Rehabilitation, die im Krankenhaus Barmherzige Brüder nebenan beheimatet ist.
Im Zentrum für Altersmedizin der Barmherzigen Brüder will man außerdem in Kooperation mit dem „Institut für Biomedizin im Alter“ an der Friedrich-Alexander-Universität Erlangen-Nürnberg, der Ostbayerischen Technischen Hochschule, dem Fraunhofer-Institut sowie dem Bildungsinstitut der Barmherzigen Brüder altersmedizinische Forschung betreiben und die spezifische Weiterbildung von Pflegekräften, Ärzten und Therapeuten fördern. Das Paul-Gerhardt-Haus sieht sich hierbei als „Modellklinik“.
Das Paul-Gerhardt-Haus entwickelt seinen Schwerpunkt Altersmedizin zusammen mit dem benachbarten Krankenhaus Barmherzige Brüder. Zudem soll im Krankenhaus der Barmherzigen Brüder im Laufe des Jahres 2017 eine spezialisierte Alterstraumatologie eingerichtet werden. Bis dahin werden unfallchirurgische und orthopädische Patienten im Rahmen einer Frührehabilitation im Paul-Gerhardt-Haus betreut.